# Sergi Aguilar Sanchis
Sergi Aguilar i Sanchis (Barcelona, 24 d'abril de 1946) és un escultor, orfebre, dibuixant i fotògraf català. En l'inici de la seva activitat artística es va dedicar a la joieria, amb un estil avantguardista i innovador. Des de 1974 va compaginar aquesta tasca amb l'escultura, que ha practicat igualment amb un fort segell innovador, especialment pel que fa a formes i materials. També practica la imatge i la fotografia.

## Biografia
Va estudiar a l'Escola Massana i al Conservatori de les Arts del Llibre de Barcelona (1962-1967). Entre 1968 i 1971 va ser traslladant-se per diverses ciutats, com París, Londres, Praga, Stuttgart i Menorca. La seva primera tasca professional va ser en el terreny de la joieria (1968-1973), on ja va començar a desenvolupar les premisses bàsiques de la qual seria la seva escultura, practicada des de 1972. Les seves primeres obres van ser en bronze, llautó i marbre, amb un estil posminimalista influït pel constructivisme rus i l'obra d'escultors com Julio González, Jorge Oteiza, Eduardo Chillida i Constantin Brâncuşi.
En la seva obra tenen especial rellevància la naturalesa i la geometria, conceptes des dels quals desenvolupa la seva idea de l'espai, a través del que estableix un diàleg entre l'objecte i el seu entorn. Des de 1980 va experimentar amb altres tècniques, com el collage, i altres materials, com el ferro, la fusta, l'acer i l'alumini, i des de 1990 va treballar també amb dibuixos, fotografies, mapes i plànols topogràfics, que li serveixen per plasmar la seva concepció l'espai i el paisatge. Des de mitjans dels 90 va treballar també amb cartró, feltre i suro, i va utilitzar freqüentment la barreja de ferro i fusta, amb la qual aconsegueix un profund diàleg entre el natural i l'artificial, entre formes i acabats de naturalesa oposada però intensa expressió artística.
Aguilar ha realitzat exposicions individuals i col·lectives tant a Espanya com en nombrosos països, especialment europeus, però també als Estats Units i el Japó. La seva obra es troba en diversos museus i galeries d'art contemporani, com el Guggenheim Museum, MACBA, MNCARS, el Kunsthalle Mannheim, la Fundació La Caixa i la Fundació Joan March. El 1980 va obtenir el "Premi Càceres d'Escultura".
L'escultor barceloní ha exercit també la docència, així com ha impartit conferències, cursos i seminaris en diverses institucions i centres educatius. Va ser president de l'AAVC (Associació d'Artistes Visuals de Catalunya) entre 1996 i 2002, i de la UAAV (Unió d'Associacions d'Artistes Visuals) entre 2004 i 2007. També ha sigut director de la Fundació Suñol de Barcelona.

## Obres

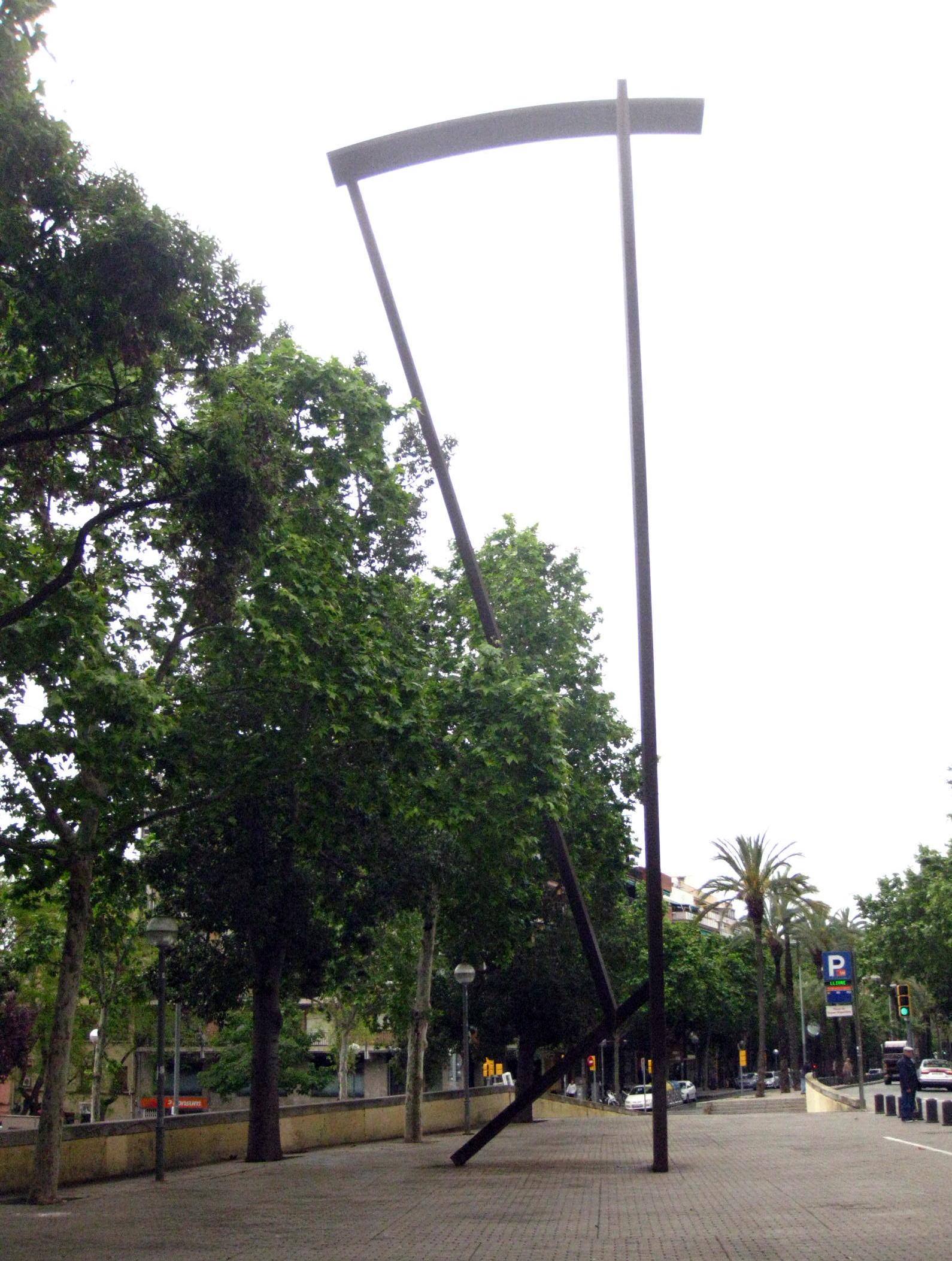
Julia (Als nous catalans), Via Júlia, Barcelona (1986).

- Júlia (Als nous catalans), Via Júlia, Barcelona (1986).
- Sense retorn núm. 2, Estació de França, Barcelona (1986).
- Límit Interior. Llibre oberto, Casa Provincial de Maternitat i Expòsits de Barcelona, Barcelona (1987).
- Fourteen, Jardí d'Escultures de la Fundació Daurel, Poble Espanyol de Barcelona, Barcelona (1988).
- IT 1, Jardí d'Escultures de la Fundació Daurel, Poble Espanyol, Barcelona (1990).
- Conversació, Biblioteca Cotxeres de Borbó, Barcelona (1992).
- Marca d'aigua – Homenatge a Carlos Barral, Vilaseca (1992).
- D.T., Jardí d'Escultures, Montjuïc, Barcelona (2002).
- El paso de las nubes, Parque del Prado, Vitòria (2003).